# Legazpi (stacja metra)
Legazpi – stacja metra w Madrycie, na linii 3 i 6. Znajduje się w dzielnicy Arganzuela, w Madrycie i zlokalizowana pomiędzy stacjami Delicias, Almendrales (linia 3) oraz Usera i Arganzuela-Planetario (linia 6). Została otwarta 1 marca 1951.